# René van Eck
René van Eck (* 18. Februar 1966 in Rotterdam) ist ein niederländischer Fußballtrainer und ehemaliger -spieler.

## Spielerkarriere
Als Spieler war Van Eck Innenverteidiger. Auf dieser Position kam er nach seinem Wechsel im Dezember 1998 vom FC Luzern zum 1. FC Nürnberg zu 16 Einsätzen in der 1. Bundesliga. Nach dem Abstieg des 1. FC Nürnberg spielte er dort noch ein Jahr in der 2. Bundesliga. Anschließend ging van Eck zurück in die Schweiz zum B-Ligisten FC Winterthur. Nach einem halben Jahr zog er weiter zum Ligakonkurrenten SC Kriens.

## Trainerkarriere
Seine Trainerkarriere begann er als Assistent bei seinem langjährigen Verein, dem FC Luzern, wo er ab 2003 als Cheftrainer tätig war. Seinen bisher größten Erfolg als Trainer hatte er 2006 mit dem Aufstieg des FC Luzern in die Super League, unter anderem mit einer Serie von 31 Spielen ohne Niederlage.
Aufgrund von Meinungsverschiedenheiten zwischen ihm und der Klubleitung des FC Luzern bezüglich des neuen Vertrags verließ er den Luzerner Traditionsklub per Ende Saison 2005/06. Anschließend hielt sich Van Eck beim Schweizer Drittligisten FC Brunnen fit. Nach einem kurzen Abstecher zum finnischen Verein Inter Turku, mit dem er den Ligaerhalt schaffte, trainierte er von November 2006 bis Mai 2007 den FC Wohlen, mit dem er knapp dem Abstieg entging. Von Juni 2007 bis Mai 2008 trainierte er den FC Thun und stieg mit diesem Ende der Saison 2007/08 von der Super League in die Challenge League ab. Am 23. Mai 2008 wurde er vom FC Thun freigestellt. Seit Juni 2007 ist van Eck im Besitz der UEFA-Pro Lizenz und erfüllt so alle Vorlagen des SFV, Trainer in der Super League zu sein.
Am 25. September 2008 wurde van Eck Cheftrainer des Drittligisten FC Carl Zeiss Jena. Im Januar 2009 verlängerte er seinen Kontrakt bis Sommer 2011, wurde dann aber am 23. März 2009 wegen einer Niederlagenserie und daraus resultierender Abstiegsgefahr des FCC beurlaubt. Am 29. Mai 2009 gab Carl Zeiss die Rückkehr van Ecks, der noch einen laufenden Vertrag bis zum 30. Juni 2011 hatte, als Trainer bekannt.
Am 1. Juni 2010 bat René van Eck nach einer gut verlaufenen Saison seinerseits um Vertragsauflösung beim FC Carl Zeiss. Dem wurde entsprochen. Zu Beginn der Saison 2010/11 übernahm van Eck die U-19-Mannschaft seines ehemaligen Vereins 1. FC Nürnberg, bei dem er einen Zweijahresvertrag unterschrieben hatte. Im September 2012 wurde er neuer Trainer von Alemannia Aachen als Nachfolger des kurz zuvor entlassenen Ralf Außem. Dort unterschrieb er am 10. September 2012 einen Zweijahresvertrag. Am 8. Mai 2013 gab van Eck bekannt, seinen am Saisonende auslaufenden Vertrag bei Alemannia Aachen aus persönlichen Gründen nicht zu verlängern.
Vom 20. Juli 2014 bis 2015 trainierte van Eck die U-19 Mannschaft seines ehemaligen Vereins Excelsior Rotterdam. Im Sommer 2015 übernahm er den FC Den Bosch, für den er von 1986 bis 1990 gespielt hatte, als Cheftrainer und wurde im Februar 2016 wieder freigestellt.
Anfang 2017 wurde er Trainer in der deutschen Regionalliga bei Wacker Nordhausen. Im April 2017 trennte sich der Verein von ihm.
Nach beinahe einjähriger Zeit ohne Arbeitgeber unterschrieb van Eck am 21. Februar 2018 einen Vertrag beim Schweizer Erstligisten FC Zürich als Co-Trainer.
Nach sechs Jahren kehrte René van Eck in den Benelux-Raum zurück. Der Niederländer unterschrieb als Assistenztrainer bei KMSK Deinze in Belgien.